# Caminho das Índias
Camino de las Indias (en portugués: Caminho das Índias), también conocida en español como India, una historia de amor o simplemente India, es una telenovela brasileña creada por Glória Pérez y emitida originalmente en su país de origen por TV Globo desde el 19 de enero, hasta el 12 de septiembre de 2009. Es una de las telenovelas más caras de la historia, por lo que es considerada una superproducción. La trama toma lugar entre India y Brasil, examinando el abismo de creencias y valores que diferencian el mundo occidental del oriente, llevando a la pantalla una historia llena de contrastes y una historia de amor prohibido abundante de obstáculos culturales, entre dos indios de orígenes sociales muy diferentes. . Se muestra como las creencias ancestrales arraigadas profundamente en la sociedad india, se ven confrontadas con las ideas modernas que poseen algunos jóvenes que estudian, trabajan, o salen a otros países, y desean evolucionar hacia una forma de vivir, más libre de los preceptos tan rígidos.
La trama recrea varias historias paralelas, entrelazadas con la principal. En todas ellas se desarrollan personajes y vivencias muy interesantes, que enriquecen la telenovela. Incluso aborda la salud mental, con temas como la esquizofrenia, y como impacta en la vida familiar, cuando un ser querido la padece y hay que afrontarla. También la psicopatía y los rasgos manipuladores se describen a la perfección, a través de un personaje, 
Protagonizada por Juliana Paes y Rodrigo Lombardi, con la actuación antagónica de Letícia Sabatella. Cuenta con las actuaciones estelares de Tania Khalill, Alexandre Borges, Débora Bloch y los primeros actores  Lima Duarte, Elias Gleizer y Laura Cardoso. 
Fue la septuagésima segunda telenovela del horario de las 20 horas de TV Globo, sustituyendo a La Favorita y reemplazada posteriormente por Vivir la vida. Fue una de las telenovelas brasileñas con mayor presupuesto, además de una de la más vistas y exitosas de todos los tiempos. Lo que desencadenó en la exportación a más de 90 países y ser galardonada como la mejor telenovela en los Premios Emmy Internacional de 2009.

## Trama

### Argumento

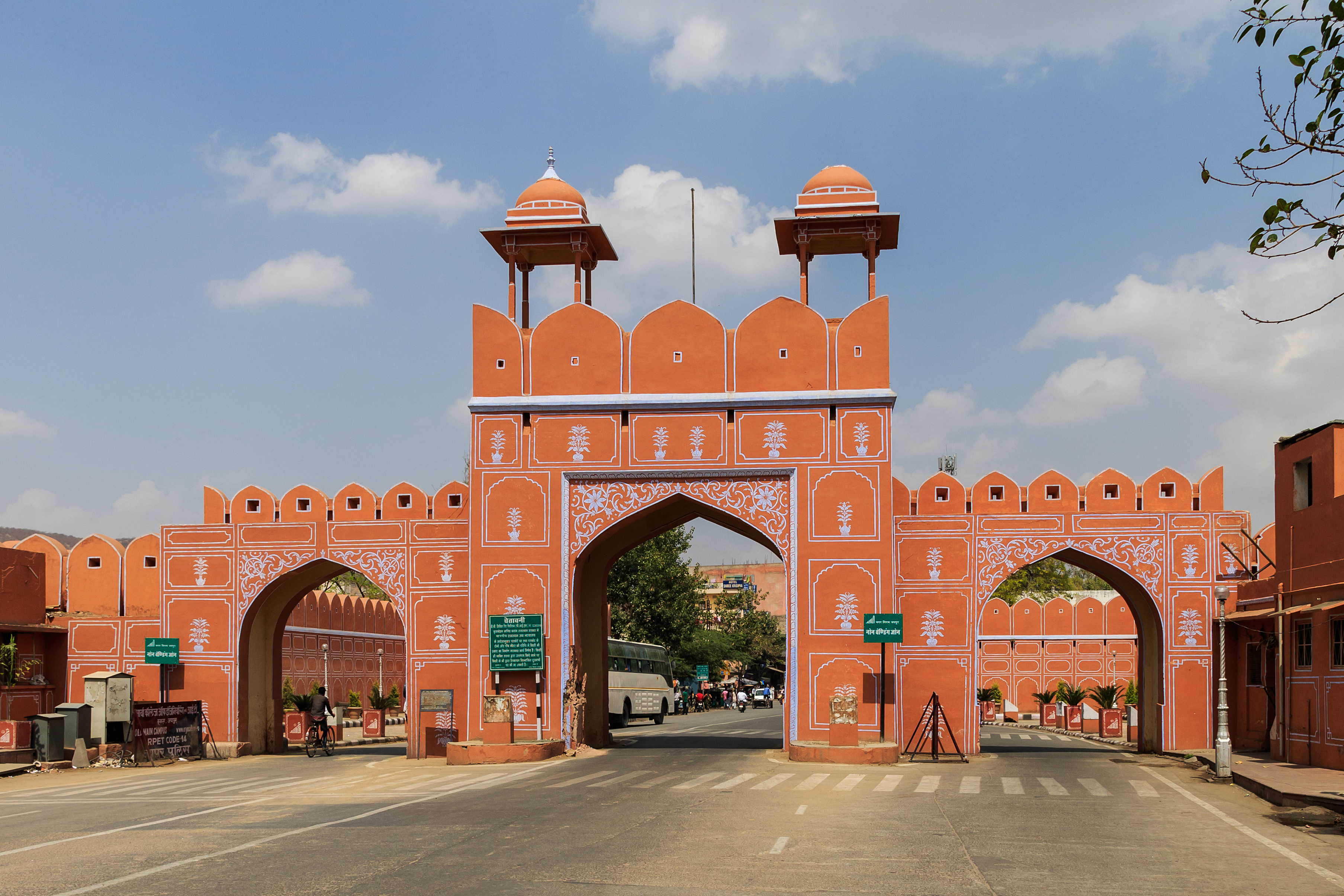
Jaipur y Rajastán, escenario de las grabaciones.

La trama tiene dos fases distintas, un núcleo indio y un paso de tiempo, donde la trama comienza a desarrollarse totalmente junto con los demás personajes. Extendiéndose por un periodo durante la transición de la India la democracia moderna (en la década de 1950), durante la década de 1970, y por último, donde se desarrolla la mayor parte de la historia, durante el período moderno (1990s-2000s), donde la mayor parte de la compleja trama comienza a desmoronarse.
Hay muchas escenas retrospectivas que ocupan un lugar destacado en la resolución de la continuidad. Pero la historia de todas formas se divide en partes iguales entre los continentes, adentrándose con personajes de Río de Janeiro, Rajastán y algunos de Dubái. Muchos temas que se exploran en la telenovela, incluyendo el amor, la razón, la cordura, la locura, y finalmente la tradición frente a la modernidad. Con creencias y valores que separan el occidente del oriente, en una historia llena de contrastes, tratando un complejo entramado de relaciones, de familias, de sus familiares y amigos, donde todos en el mundo de Caminho das Índias, tiene una relación que los conecta con los otros personajes de alguna manera.
Maya, por un lado es una empleada de un centro de llamadas de marketing de Rajastán, que pertenece a una casta tradicional de una familia de comerciantes. Por otro lado Bahuan esta en Estados Unidos, donde trabaja, pero nunca olvidó las humillaciones que pasó en la infancia por ser un dalit (दलित, intocable), parte del contingente de humanos que en los textos sagrados son definidos como el «polvo de los pies del Dios Brahma», los que se consideran impuros y por ende son condenados, ni a tocar con su sombra, a un miembro de las castas superiores. Este sistema fue prohibido por las leyes de India, sin embargo, la gente continua utilizándolo.

### Sinopsis
Bahuan es el hijo de dos empleados intocable, ellos fueron quemados, ya que tocaron a su jefe, mientras se bañaban. Desorientado, Bahuan pasa a través del río Ganges, donde Opash Ananda (Tony Ramos) está con sus dos hijos, Amithab y Raj. Este último por curiosidad, toca el collar de Bahuan. Opash que estaba observando, reprende a Raj, por haber tocado a Bahuan. El brahmán Shankar (Lima Duarte) aparece y defiende Bahuan, comenzando una lucha contra Opash, que desaparece con los dos niños. Bahuan le cuenta su historia a Shankar, revelándole su vida solitaria, decidiendo adoptarlo, incluso ante el perjuicio de Opash y varios otros conservadores de la India.
Ya en el año 2009, Maya Meetha Ananda (Juliana Paes) ya esta en edad de casarse, por ende, sus padres los comerciantes de fragancias Manu Meetha (Osmar Prado) y Kochi (Nívea Maria), hacen una búsqueda exhaustiva para darle buen marido. Al igual que todas las mujeres indias, siempre creyó que nadie mejor ellos dos, tenían el poder de elegir al hombre adecuado, antes de conocer Bahuan (Márcio Garcia). Impulsada por un sentimiento abrumador, Maya estaba dispuesta a imponer su voluntad y la familia no entendía por qué se mostraba tan reticente. Sólo cuando la verdad sobre el origen del joven sale, descubre la razón de sus miedos, viviendo un mal momento en su casa. Entre las promesas, los riesgos y los desacuerdos, la pareja planeó un futuro juntos y en todo el tiempo, son sorprendidos por el destino, no obstante Raj Ananda (Rodrigo Lombardi), es el sueño dorado de los padres de Maya. Posteriormente Maya se casó con Raj, embarazada de Bahuan, porque Bahuan le dijo que regresaría después de 1 año sin saber que ella estaba embarazada. Bahuan comenzó a odiar a Maya, por haberse casado y Raj, su marido, haciendo todo lo posible para perturbar la pareja. Maya ocultó el secreto del embarazo de todos, excepto su madre que inventa que ella tuvo un parto prematuro para hacer creer que el niño es de Raj, porque Maya se casó embarazada de dos meses. En el matrimonio trataron de ser feliz, pero Raj, al principio no olvida a Duda (Tânia Khallil), su antigua enamorada brasileña, y Maya a Bahuan.
Raj es el hijo de Opash e Indira Ananda (Eliane Giardini). Opash es un rico comerciante, defensor del sistema de castas e hizo el acuerdo para que Maya y Raj se casaran, sabiendo lo imposible que sería una boda entre Bahuan y Maya. Opash e Indira son los padres de tres hijos, Amithab (Danton Mello), Ravi (Caio Blat) y Chanti (Carolina Oliveira). Amithab es el más viejo, está casado con Surya (Cleo Pires), una mujer considerada peligrosa. Con Surya, Amithab tuvo una hija llamada Anusha. Ravi, el más joven de los hijos, él se enamoró de la brasileña Camila (Isis Valverde). La pareja se casó en un ritual oculto de la familia y ahora viven en India. Chanti, es la hija menor y está soltera, aun así está listo para el matrimonio, pero no quiere casarse, debido a que quiere vivir en otro país, ser independiente, hablar muchos idiomas y estudiar en una universidad. Raj, a su vez, se enamora de la brasileña Duda, sus sensaciones son reales, sin embargo, no pueden estar juntos, porque de la boda debía ser concertada por su familia. Por lo tanto, Duda decidió luchar con todas sus fuerzas contra los prejuicios de su familia para conseguir a ser feliz al lado del hombre que amaba, tanto es así que se quedó embarazada y fue abandonado, aunque Raj sabe de su embarazo. Ella trabaja en una clínica con Ilana (Ana Beatriz Nogueira) y Chiara (Vera Fischer), dos mujeres muy diferentes. Ilana está casada con César Gallo Gullart (Antônio Calloni), un hombre ambicioso, pero que no puede controlar a su hijo Zeca (Duda Nagle), que es considerado un convicto criminal, y Chiara, aunque es hermosa, suele leer muchos libros de autoayuda, y en el transcurso de la trama, tiene un romance corto con Murilo (Caco Ciocler), un empleado de confianza de las empresas familiares Cadore. Es la mejor amiga y ayudante en momentos.
En compañía de Cadore, existe el poderoso Ramiro Cadore (Humberto Martins), un hombre rico y ambicioso que vivió en guerra con su hermano Raúl (Alexandre Borges). Los conflictos entre los dos salieron de su padre, el señor Cadore (Elias Gleiser), inmensamente satisfecho. Ramiro tiene de brazo derecho a su abogada Gaby (Ana Furtado) y despierta el interés de su secretaria Walkiria (Rosane Gofman), conocida como Wal. Pero solo es la voluntad siquiera, porque estaba involucrado con Gaby. Él todavía está casado con Melissa (Christiane Torloni), una mujer inútil, obsesionada con la belleza, que suele maldecir y humillar a su hija Inés (Maria Maya), a quien la trata como extranjera, porque se viste toda de negro y habla con una extraña jerga. Melissa sufrió un duro golpe cuando su hijo preferido, Tarso (Bruno Gagliasso), es diagnosticado que tenía esquizofrenia.  Tarso, a su vez, encontró el amor en Tonia (Marjorie Estiano), una chica tímida, con quien quiere vivir felizmente. La felicidad de los dos tiene como principal obstáculo a Murilo, el hermano de ella, porque suele ser sobreprotector con su hermana. Tarso es examinado por el médico Dr. Marrón (Stênio Garcia), despertando el amor en Cidinha (Eva Todor), que realmente ama al señor Cadore. También es compañero de trabajo de Aida (Totia Meirelles), exesposa de César, con la que tuvo dos hijas, Camila y Leinha (Júlia Almeida). Al comienzo de la historia, Camila es un apasionada ejecutiva de Darío (Victor Fasano). Leinha, a su vez, quiere ser una directora de documentales, y escogió a la India como el tema de su primer rodaje. Vive en conflicto con la segunda esposa de su padre, Ilana, estando siempre a favor de su madre; en los conflictos entre la expareja, a diferencia de Camilla, trata de reconciliarse y entender las razones de César. Aida estuvo involucrada con Darío a lo largo de la trama, casándose otra vez.
La trama también tiene a la pareja Sílvia (Débora Bloch) y Raúl, que esta casados desde hace mucho tiempo y de esta unión nació Julia (Vitória Frate), amiga de Camila y Leinha. La vida de la pareja ha cambiado drásticamente con la llegada de Yvone (Letícia Sabatella), amiga de la escuela de Silvia, que reapareció en el momento en que más necesitaban ayuda, ya que pasaban por una crisis matrimonial. Pero detrás de la cara de niña buena, Yvone esconde un trastorno de la personalidad, pues es un psicópata. Se aprovechó de la confianza depositada en ella para destruir muchos sueños e ilusiones, robó a Silvia el amor de Raul e hizo que todos pensaran que estaba muerto. Fue a Dubái con él, que estaba enamorado de ella, solo que Yvone con su locura, realmente no ama a nadie.
Aún en Brasil, está la historia de la viuda india Ashima (Mara Manzan), que decidió probar suerte en Sudamérica y abrió un bar en Lapa, el barrio bohemio de Río de Janeiro. Ella tiene dos hijos, Indra (André Arteche), un joven enamorado de los ordenadores e Internet, y Malika (Nahuana Costa), la menor. Ashima hace lo mejor para transmitir a los niños sus valores indígenas. En el mismo barrio, también vive Abel (Anderson Muller), un policía de tráfico, amigo de todos en el vecindario, pero exigente con las normas de tráfico. Abel está casado con la fogosa Norma (Dira Paes), conocido por todos como Normita, una osada mujer que vive insinuándose a hombres de la zona.  Por último, en Lapa, vive Radesh (Marcius Melhem), un indio estafador e inteligente, quien le dio un golpe a Deva (Cacau Mello), la mejor amiga de Maya, porque sabe todo entre ella y Bahuan, incluyendo sobre su hijo.

## Reparto

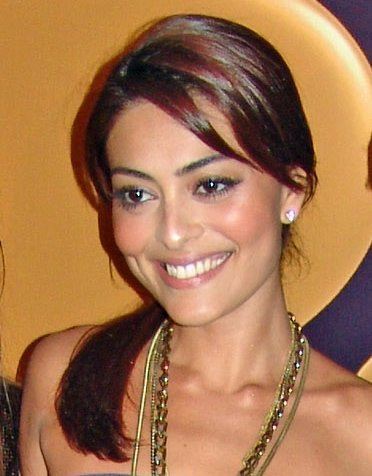
Juliana Paes.

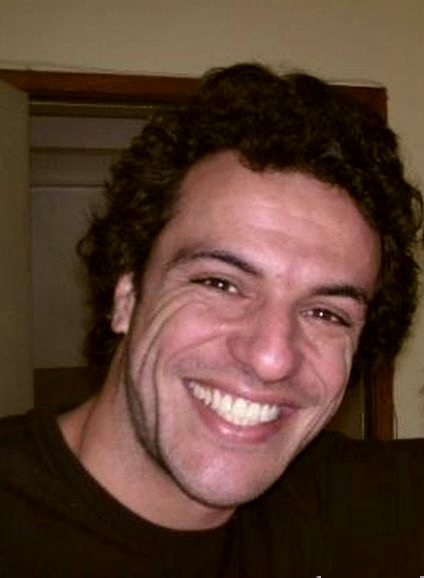
Rodrigo Lombardi.

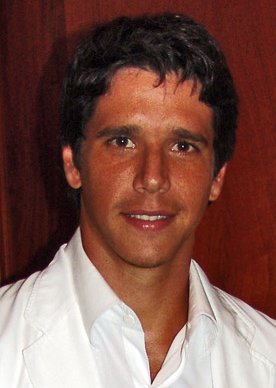
Márcio García.

### Personajes principales
- Juliana Paes como Maya Meetha Ananda: Es una ciudadana india, cuyo matrimonio está arreglado con Raj Ananda, porque sus familias son de la misma casta. Maya trabaja en un centro de llamadas de Rajastán. Se enamoró del hijo adoptivo de Shankar, Bahuan, pero no se puede casar con él porque pertenece a una casta intocable. Su hermano es Komal Meetha, y su amiga confidente a quien le cuenta todo es Deva. Tendrá un hijo de Bahuan pero al ser abandonada se casará con Raj y aprenderá a quererlo, no obstante vivirá con miedo que la familia Ananda descubra su secreto.[7]

- Rodrigo Lombardi como Raj Ananda: Es un joven culto, atractivo y elegante, hijo de Opash e Indira. Raj estudió en Inglaterra y vive dividido entre los valores del oriente y el occidente. Se enamora de la brasileña Duda, pero no podrá realizar sus sueños porque su familia tiene arreglado su casamiento con Maya, además están en contra de los matrimonios con extranjeros. Raj es hermano de Amitab, Ravi y Chanti. Se casará con Maya y desconoce que Duda espera un hijo suyo.[8]

- Leticia Sabatella como Yvonne Magalhães Oliveira (Anna Margot Bittencouet / Maria Rossi / Samantha Toylor): Es una amiga de la familia del núcleo occidental, que aparenta ser buena persona, luciendo generosa y muy amable, lo que no es más que una careta; Yvonne es una psicópata seductora, mitómana, que arrasa con todos los obstáculos que se atraviesan en su camino a la hora de lograr sus objetivos, ya que se interpone por sobre de cualquier persona, sin importarle nadie ni nada. Yvone es una mujer malvada y cruel; ella traiciona a su mejor amiga de la infancia, Sylvia, con su marido Raúl Cadore.[9]

- Alexandre Borges como Raul Cadore: El empresario frustrado, vive un matrimonio desastroso y busca refugio para sus problemas en la amante Yvone, mejor amiga de su esposa, Silvia. Raul está decidido a cambiar de vida y para ello sería capaz de todo, incluso de forjar la propia muerte, huir del país y cambiar de identidad. Pero lo que él no se imagina es que Yvone, en realidad, está de ojo solamente en su fortuna.

- Débora Bloch como Silvia Cadore: Mujer que inicia la trama casada con un empresario rico, pero vive un matrimonio infeliz. Su personaje entonces busca refugio en la amistad de la amiga de los tiempos de escuela Yvone, sin saber que esa almeja dar un golpe a su marido.

- Tania Khalill como Maria Eduarda de Moraes Garrido (Duda): Es amiga de Chiara y esta completamente enamorada de Raj, por lo que le pide que se casen. Pero el matrimonio se romperá incluso antes de empezar, ya que Raj se comprometió en matrimonio con el padre de Maya Opash Ananda, que también se opone a los matrimonios con gente occidental, sin embargo, está embarazada y lleva en su vientre el futuro hijo de Raj.[10]

- Bruno Gagliasso como Tarso Bernardi Cadore: Es un joven sensible y lleno de habilidades artísticas diagnosticado con esquizofrenia, comienza a desarrollarla cuando se siente presionado por la gran expectativa que pesa sobre él, pues su madre lo idolatra, a diferencia de su hermana Inés. Ante los ojos de su madre se supone que debería conquistar a todas las mujeres, mientras que su padre quiere que sea más ambicioso. La presión sobre él se transforma en insoportable, hasta que termina desarrollando la esquizofrenia.[11]

- Marcio García como Bahuan Sundrani: Es un joven rico, simpático y culto, que se forma y trabaja en Estados Unidos. A pesar de eso no olvida todas las humillaciones que pasó en la India por ser un intocable. Fue adoptado por Shankar, que pertenece a la casta superior brahmán. Se enamora de Maya pero no podrá casarse con ella por ser esta de una casta superior.[12]

## Producción

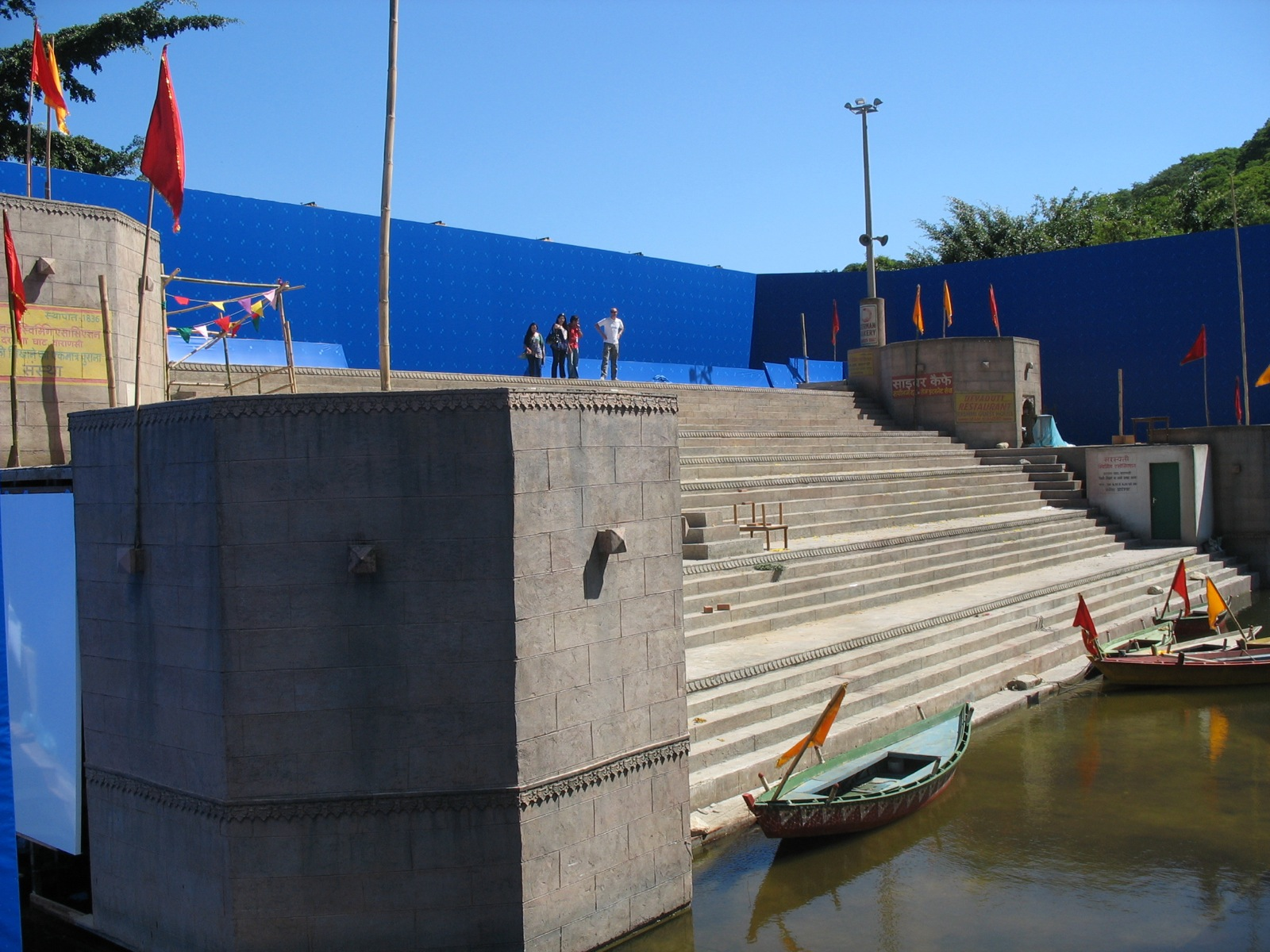
Reproducción del río Ganges, hecho en los estudios de Globo en Río de Janeiro.

Inicialmente algunos problemas para definir el nombre, ya que el título otorgado por la creadora Glória Pérez fue Caminho das Índias ("Caminho de las Indias"), pero la cadena estaba en duda entre Caminho das Índias (Caminos de las Indias), Caminhos da Índia (Camino de India) y Viagem para as Índias (Viaje a las Indias), aunque desde el principio se pensó en tratar principalmente, sobre la cultura y costumbres de India, entre ellos es el movimiento de las castas, el matrimonio arreglado, la larga preparación para un matrimonio, la cuestión de los intocables, entre otros.
Otro tema importante, fue insertar en la trama la esquizofrenia, contando hasta con participaciones de esquizofrénicos reales, y también expertos de psiquiatría. Algunos actores tuvieron que viajar a India para grabar las primeras escenas, entre ellos, los protagonistas Juiana Paes, Rodrigo Lombardi y Márcio García, también los acompañó Tony Ramos, Lima Duarte, entre otros. Leticia Sabatella, que interpretó a Yvone Magalhaes, presentó una arritmia cardíaca durante la grabación de la telenovela, posteriormente se recuperó, sin embargo, no fue la única, pues Cléo Pires, que interpretó a Surya, fue hospitalizada de urgencia por una infección pulmonar.

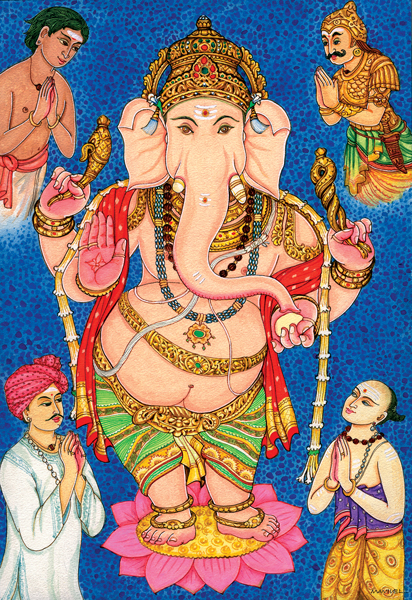
Ganesha, retratado como estatua en la apertura.

La secuencia de apertura, que fue confeccionada por Hans Donner, muestra varios elementos relacionados con la cultura de la India como el Taj Mahal, también algunas personas meditando, símbolos como anillos, dioses del hinduismo y varias danzas. Al finalizar, una puerta se abre dando lugar al logotipo de la novela. Para ello, se utilizó la canción es «Beedi», perteneciente al compositor indio Vishal Bharadwaj, compuesto originalmente para la película Omkara, aunque solamente se escucha la voz de Sunidhi Chauhan.

## Elenco
| Actor                | Personaje                            |
| -------------------- | ------------------------------------ |
| Juliana Paes         | Maya Meetha                          |
| Rodrigo Lombardi     | Raj Ananda                           |
| Letícia Sabatella    | Yvone Magalhães Oliveira             |
| Alexandre Borges     | Raul Cadore                          |
| Débora Bloch         | Sílvia Cadore                        |
| Tania Khalill        | Maria Eduarda Alves de Moraes (Duda) |
| Márcio García        | Bahuan Sundrani                      |
| Bruno Gagliasso      | Tarso Cadore                         |
| Marjorie Estiano     | Antônia do Vale (Tônia)              |
| Tony Ramos           | Opash Ananda                         |
| Eliane Giardini      | Indira Ananda                        |
| Lima Duarte          | Shankar Sundrani                     |
| Laura Cardoso        | Laksmi Ananda.                       |
| Cléo Pires           | Surya Ananda                         |
| Stênio Garcia        | Mário Augusto Castanho               |
| Caco Ciocler         | Murilo Henrique do Vale              |
| Christiane Torloni   | Melissa Cadore                       |
| Humberto Martins     | Ramiro Cadore                        |
| Dira Paes            | Norma Almeida (Norminha)             |
| Anderson Müller      | Abel Almeida                         |
| Thaila Ayala         | Shivani Mugdaliar Sundrani           |
| Ísis Valverde        | Camila Motta Goulart                 |
| Caio Blat            | Ravi Ananda                          |
| Totia Meireles       | Aída Motta                           |
| Antônio Calloni      | César Gallo Goulart                  |
| Ana Beatriz Nogueira | Ilana Gallo Goulart                  |
| Odilon Wagner        | Mike / Eric Stuart                   |
| Maitê Proença        | Fernanda Estavanato (Nanda)          |
| Danton Mello         | Amithab Ananda                       |
| Maria Maya           | Inês Cadore                          |
| Vitória Frate        | Júlia Cadore                         |
| Osmar Prado          | Manu Meetha                          |
| Nívea Maria          | Kochi Meetha                         |
| José de Abreu        | Sacerdote Pandit                     |
| Vera Fischer         | Chiara Bittencourt                   |
| Jandira Martini      | Puja Hitid                           |
| Flávio Migliaccio    | Karan Ananda                         |
| Betty Gofman         | Daisy                                |
| André Gonçalves      | Gopal                                |
| Ana Furtado          | Gaby                                 |
| Elias Gleizer        | Ernesto Cadore                       |
| Eva Todor            | Ana Aparecida Albuquerque (Cidinha)  |
| Neuza Borges         | Iracema (Cema)                       |
| Murilo Rosa          | Lucas Garrido                        |
| Juliana Alves        | Suellen                              |
| André Arteche        | Indra                                |
| Júlia Almeida        | Léa Motta Goulart (Leinha)           |
| Ricardo Tozzi        | Komal Meetha                         |
| Brendha Haddad       | Rani Meetha                          |
| Sidney Santiago      | Ademir                               |
| Priscila Marinho     | Sheila                               |
| Duda Nagle           | José Carlos Gallo Goulart (Zeca)     |
| Sílvia Buarque       | Berenice (Berê)                      |
| Victor Fasano        | Dario dos Santos                     |
| Rosane Gofman        | Walkíria (Wal)                       |
| Cissa Guimarães      | Rute Marques                         |
| Márcio Vito          | Ramu Hitid                           |
| Cacau Mello          | Deva                                 |
| Marcius Melhem       | Radesh                               |
| Carolina Oliveira    | Chanti Ananda                        |
| Mussunzinho          | Maícon                               |
| Luci Pereira         | Ondina                               |
| Blota Filho          | Haroldo Estavanato                   |
| Paula Pereira        | Durga                                |
| Adílson Maghá        | Guru Siro                            |
| Mara Manzan          | Ashima                               |
| Thaís Garayp         | Ana                                  |
| Marcelo Brou         | Guto                                 |
| Ana Lima             | Cecília (Ciça)                       |
| Darlan Cunha         | Eliseu                               |
| Clarice Derzié Luz   | Harima                               |
| Alexandre Liuzzi     | Pedro                                |
| Janaína Prado        | Sonya                                |
| Jacqueline Dalabona  | Rhada Mugdaliar                      |
| Luiz Baccelli        | Barat Mugdaliar                      |
| Allan Souza Lima     | Hadit                                |
| Karina Ferrari       | Anusha Ananda                        |
| Cadu Paschoal        | Hari Hitid                           |
| Laura Barreto        | Lalit                                |
| Nahuana Costa        | Malika                               |

## Premios
Premios Emmy (2009)
- Mejor telenovela.[5]

Premio Tudo de Bom, del jornal O Dia (2009)
- Mejor actor: Bruno Gagliasso.
- Musa: Letícia Sabatella.

Premio Arte Qualidade Brasil (2009)
- Mejor telenovela: Caminho das índias
- Mejor actriz: Juliana Paes.
- Mejor actor: Rodrigo Lombardi.
- Mejor actriz de reparto: Dira Paes.
- Mejor actor de reparto: Bruno Gagliasso.
- Mejor actriz revelación: Priscila Marinho.
- Mejor autor: Glória Pérez.
- Mejor director: Marcos Schechtman.

Premio Extra de Televisão (2009)
- Mejor telenovela: Caminho das índias.
- Mejor actriz: Letícia Sabatella.
- Mejor actor: Rodrigo Lombardi.
- Mejor actriz de reparto: Dira Paes.
- Mejor actor de reparto: Bruno Gagliasso.
- Mejor diseño de vestuario: Caminho das Índias.
- Mejor maquillaje: Caminho das Índias.
- Mejor escritor: Glória Pérez.

Melhores Do Ano - Domingão do Faustão (2010)
- Mejor actor de reparto: Bruno Gagliasso.
- Mejor actriz de reparto: Dira Paes.

Troféu Imprensa (2010)
- Mejor telenovela: Caminho das Índias.
- Mejor actor: Tony Ramos.

12° Prêmio Contigo
- Mejor telenovela: Caminho das Índias.
- Autor: Glória Pérez.
- Mejor actor de reparto: Bruno Gagliasso.
- Mejor actriz de reparto: Dira Paes.
- Mejor actor infantil: Cadu Paschoal.

## Banda sonora
1. Beedi, Sunidhi Chauhan & Sukhwinder Singh
2. Eu nasci há dez mil anos atrás (‘nací hace 10000 años’), Nando Reis (tema de locación: India)
3. Pára-Raio (‘Pararrayo’), Skank (tema de Murilo)
4. Uma prova de amor (‘Una prueba de amor» - Zeca Pagodinho (tema de Castanho y Suellen)
5. Vamos Fugir, Gimme Your Love (‘Vamos huir, Dame tu amor’), Gilberto Gil (tema de Tônia y Tarso)
6. Ela Disse (‘Ella dijo’), Marcelo D2 (tema del núcleo joven / tema de Zeca)
7. Memórias (‘Memorias’), Pitty (tema de Inês)
8. Martelo Bigorna (‘Martillo Yunque’), Lenine (tema de Yvone)
9. Nada Por Mim (‘Nada por mi’), Paula Toller (tema de Camila)
10. Alma - Zélia Duncan (tema de Melissa)
11. Sob Medida (‘Bajo medida’), Isabella Taviani (tema romántico)
12. Lembra De Mim (‘Acuérdate de mi’), Emílio Santiago (tema de Sílvia)
13. Amor, Meu Grande Amor (‘Amor, mi gran amor’), Ângela Rô Rô (tema de Chiara)
14. Não Se Esqueça De Mim (‘No te olvides de mi’), Nana Caymmi & Erasmo Carlos (tema de Maya y Bahuan)
15. Feliz - Gonzaguinha (tema de Raj y Duda)
16. O Vento Vai Responder (‘El viento responderá» (Blowin' in the Wind) - Zé Ramalho (tema de Dayse)
17. Dois pra lá, dois pra cá (‘Dos hacia allá, dos hacia aquí’), Elis Regina (tema de locación: Río de Janeiro)
18. Até Quem Sabe (‘Hasta quien sabe’), Nara Leão (tema de Raul)
19. Sufoco da Vida (‘Asfixia de la vida» – Harmonia Enlouquece (tema de los esquizofrénicos)
20. Você Não Vale Nada (‘No vales nada’), Calcinha Preta (tema de Norminha y Abel)

1. Beedi (‘Quema/Enciende’), Sukhwinder Singh & Sunidhi Chauhan (tema de apertura)
2. Kajra Re (‘Ojos negros’), Alisha Chinai, Shankar Mahadevan & Javed Ali (tema de danza)
3. Nagada Nagada (‘Golpea, golpea (el tambor)’), Sonu Nigam & Javed Ali (tema de núcleo hindú)
4. Sajna Ve Sajna (‘Querido, querido mío’), Sunidhi Chauhan (tema romántico)
5. Main Vari Vari (‘Soy esclava (de tus encantos)’), Kavita Krishnamurti & Reena Bharadwaj (tema de Maya)
6. Mast Kalandar - Salim Shahzada, Rehan Khan, Shankar Mahadevan & Sajid Khan (tema de danza)
7. Chori Chori Gori Se - Udit Narayan & Abhijeet (tema cómico / tema de danza)
8. Salaam-E-Ishq (‘Saludo al amor’), Sonu Nigam, Shreya Ghoshal, Kunal Ganjawala, Sadhna Sargam & Shankar Mahadevan (tema del núcleo hindú)
9. Salaam (‘Saludos’), Alka Yagnik (tema romántico)
10. Azeem o Shaan Shahensh - Mohamed Aslam & Bonnie Chakraborty (tema de locación: Rayastán / tema del núcleo indio)
11. Bangra Jaya - Alexandre de Faria (tema de locación: Dubái)

1. Eu vou pra Lapa (‘Voy a Lapa’), Alcíone (tema de locación: Lapa)
2. Malandro é malandro, mané é mané (‘ Sinvergüenza es sinvergüenza, perdedor es perdedor ’), Diogo Nogueira (tema de César)
3. Só faltou você (‘Faltaste» / Lado A, lado B - Leandro Sapucahy
4. Vaso ruim - Casuarina (tema de Radesh)
5. Tristeza pé no chão (‘Tristeza pie en el suelo’), Teresa Cristina & Grupo Semente
6. Amor de verdade (‘Amor de verdad’), Beth Carvalho
7. Errei (‘Erré» (en vivo) - Sururu na roda
8. Pretinha, jóia rara (‘Negrita, joya rara’), Moyseis Marques
9. Chatos em desfile (‘Aburridos en el desfile’), Jota Canalha
10. Pimenta e sal (‘Pimienta y sal’), Gabriel O pensador & Afroreggae
11. Puro êxtase (‘Puro éxtasis’), Barão Vermelho
12. Anjo da madrugada (‘Ángel de la madrugada’), Babi (tema de Duda y Lucas)
13. Lourinha bombril (‘Rubia brillante» (Parate y mira) - Bangalafumenga
14. Vou ficar legal (‘Estaré bien’), Quatro Fatos
15. Põe a música aê (‘ Pon la música» – DJ Alex Guedes
16. Uma raíz, uma flor (‘Una raíz, una flor’), Fino Coletivo
17. Coletivo Mezcla (‘Mezcla colectiva’), Riosalsa (tema de Suellen y Ademir)

1. Halo - Beyoncé (tema de Yvone)
2. Thinking of You (‘Pensando en ti» – Katy Perry (tema de Bahuan y Shivani)
3. Publico - Orishas
4. Never gonna be alone (‘Nunca estarás solo’), Nickelback (tema de Tarso y Tônia)
5. Tip of My Tongue (‘Punta de mi lengua’), Joss Stone & Something Sally (tema de Aída y Dario)
6. Small talk (‘Pequeña charla’), Ovi
7. To love you all over again (‘Para amarte una vez más’), Madeleine Peyroux (tema de Chiara)
8. Sober (‘Sobrio’), P!nk (tema de Júlia)
9. Use somebody (‘Usa a alguien’), Kings of Leon
10. Lies (‘Mentiras’), McFly (tema de Zeca)
11. Madly (‘Locamente’), Tristan Prettyman (tema de Duda y Lucas)
12. When and if (‘Cuando y Si’), Ari Hest (tema de Silvia y Murilo)
13. Lay, lady, lay - Bob Dylan
14. I'm in the mood for Love (‘Estoy de humor para amar’), Daniel Boaventura (tema de Maya y Raj)
15. All the way (‘Todo el camino’), Ronaldo Canto e Mello (tema de Ravi y Camila)
16. Smoke get in your eyes (‘El humo penetra en tus ojos’), Oséas (tema de Shankar y Laksmi)

1. Os portais do Taj Mahal (‘Los portales del Taj Mahal’), Alexandre de Faria (tema general)
2. Tema de Maya e Bahuan - Alexandre de Faria (tema de Maya y Bahuan)
3. Quase um Intocável (‘Casi un intocable’), Alexandre de Faria (tema los intocables)
4. Caminho das Índias - Alexandre de Faria (tema de danza / tema de aniversario)
5. Nos passos de Shankar (‘En los pasos de Shankar’), Alexandre de Faria (tema Shankar)
6. Meu Salaam (‘Mi saludo’), Alexandre de Faria (tema romántico)
7. Meditação e Karma (‘Meditación y Karma’), Alexandre de Faria (tema incidental)
8. Re Tchori - Alexandre de Faria (tema de danza / tema de aniversario)
9. Habanera para Tarso - Alexandre de Faria (tema de Tarso)
10. Maxixe Chorado - Alexandre de Faria (tema del núcleo de Lapa)
11. Uma Canção sem Palavras (‘Una canción sin palabras’), Alexandre de Faria (tema triste)
12. Tango da Ausência (‘Tango de la ausencia’), Alexandre de Faria (tema de danza: Lapa)
13. Berceuse pour un Nuit (‘Canción de cuna para una noche’), Alexandre de Faria (tema incidental)
14. Toda Levada - Alexandre de Faria